# Philadelphia Eagles 2021
La stagione 2021 dei Philadelphia Eagles è stata la 89ª della franchigia nella National Football League, la prima con Nick Sirianni come capo-allenatore. Fu la prima stagione dal 2015 senza il quarterback Carson Wentz, scambiato con gli Indianapolis Colts nel marzo 2021. Gli Eagles migliorarono il loro record di 4–11–1 della stagione precedente e fecero ritorno ai playoff dopo un anno di assenza. Lì furono eliminati nel primo turno dai Tampa Bay Buccaneers campioni in carica.

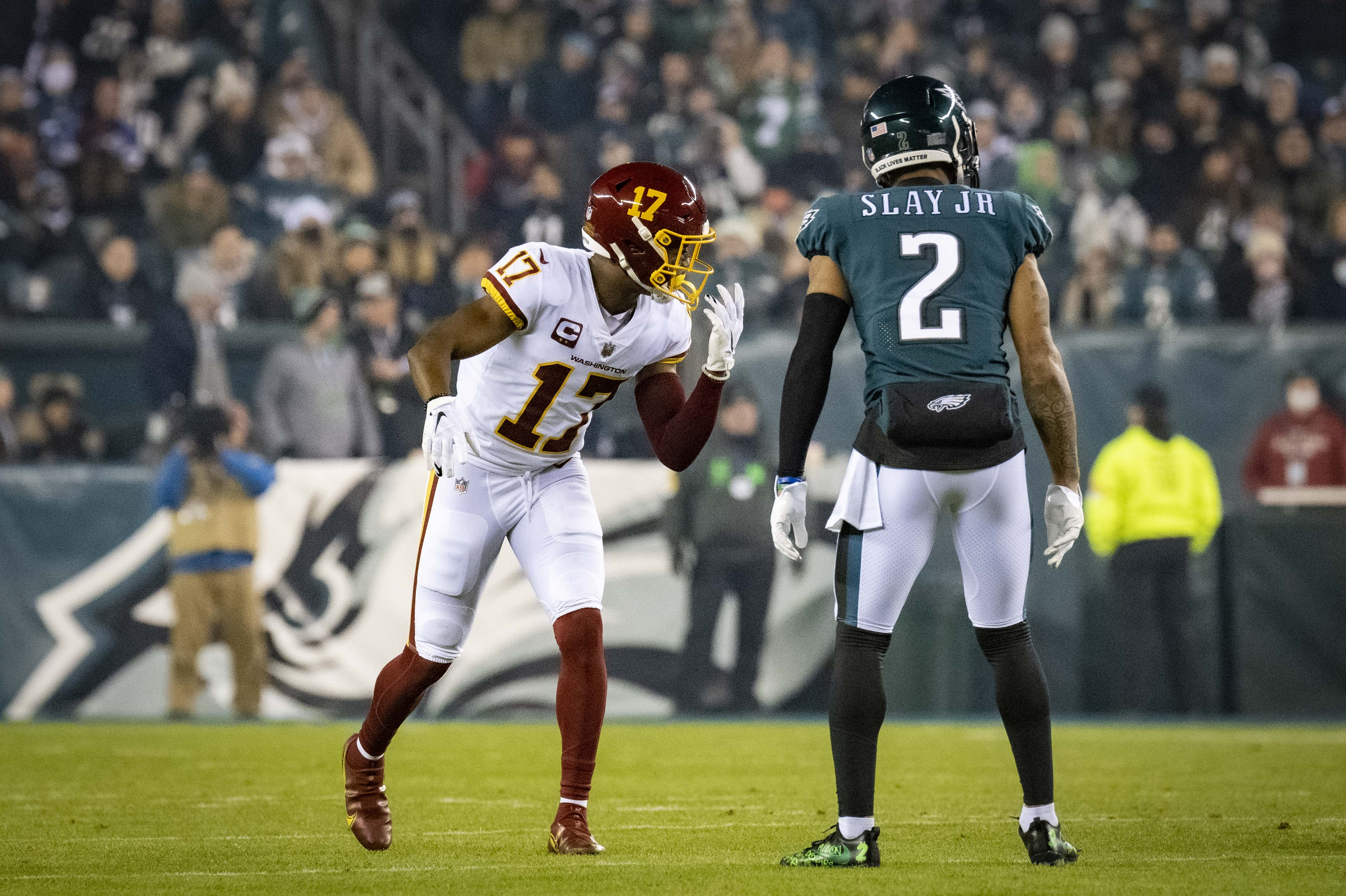
La partita del 21 dicembre contro Washington

## Scelte nel Draft 2021
| Scelte degli Eagles nel Draft 2021 |        |                  |       |                  |               |
| Giro                               | Scelta | Giocatore        | Ruolo | College          | Note          |
| 1                                  | 10     | DeVonta Smith    | WR    | Alabama          | Da Dallas     |
| 2                                  | 37     | Landon Dickerson | C     | Alabama          |               |
| 3                                  | 73     | Milton Williams  | DT    | Louisiana Tech   | Da Carolina   |
| 4                                  | 123    | Zech McPhearson  | CB    | Texas Tech       | Da Miami      |
| 5                                  | 150    | Kenneth Gainwell | RB    | Memphis          |               |
| 6                                  | 189    | Marlon Tuipulotu | DT    | USC              |               |
| 6                                  | 191    | Tarron Jackson   | DE    | Coastal Carolina | Da Carolina   |
| 6                                  | 224    | JaCoby Stevens   | LB    | LSU              | Compensatoria |
| 7                                  | 234    | Patrick Johnson  | LB    | Tulane           |               |

## Roster
| Roster dei Philadelphia Eagles nel 2021 |
| --- |
| Quarterback - 7 Joe Flacco - 1 Jalen Hurts - 10 Gardner Minshew Running Back - 14 Kenneth Gainwell - 26 Miles Sanders - 35 Boston Scott Wide Receiver - 19 JJ Arcega-Whiteside - 18 Jalen Reagor - 6 DeVonta Smith - 84 Greg Ward - 16 Quez Watkins Tight End - 86 Zach Ertz - 88 Dallas Goedert - 89 Jack Stoll Offensive Linemen - 79 Brandon Brooks G - 69 Landon Dickerson C - 77 Andre Dillard T - 67 Nate Herbig G - 65 Lane Johnson T - 62 Jason Kelce C - 68 Jordan Mailata T - 56 Isaac Seumalo G - 64 Brett Toth T Defensive Linemen - 96 Derek Barnett DE - 91 Fletcher Cox DT - 55 Brandon Graham DE - 97 Javon Hargrave DT - 75 Tarron Jackson DE - 90 Ryan Kerrigan DE - 98 Hassan Ridgeway DT - 94 Josh Sweat DE - 95 Marlon Tuipulotu DT - 93 Milton Williams DT Linebacker - 58 Genard Avery OLB - 54 Shaun Bradley MLB - 57 T.J. Edwards MLB - 48 Patrick Johnson OLB - 49 Alex Singleton OLB - 52 Davion Taylor OLB - 50 Eric Wilson MLB Defensive Back - 21 Andre Chachere CB - 22 Marcus Epps FS - 28 Anthony Harris FS - 29 Avonte Maddox CB - 23 Rodney McLeod FS - 3 Steven Nelson CB - 27 Zech McPhearson CB - 2 Darius Slay CB - 42 K'Von Wallace FS Special Team - 4 Jake Elliott K - 45 Rick Lovato LS - 8 Arryn Siposs P Lista delle riserve - 36 Blake Countess FS (IR) - 81 Jason Croom TE (IR) - 63 Jack Driscoll T (IR) - 80 Tyree Jackson TE (IR) - 76 T.Y. McGill DT (COVID-19) - 33 Josiah Scott CB (IR) - 17 Michael Walker WR (IR) Squadra di allenamento - 72 Kayode Awosika G - 74 Le'Raven Clark OT - 85 Nick Eubanks TE - 13 Travis Fulgham WR - 82 John Hightower WR - 24 Jordan Howard RB - 32 Jason Huntley RB - 38 Michael Jacquet CB - 31 Craig James CB - 17 KeeSean Johnson WR - 64 Matt Leo DE - 78 Sua Opeta G - 66 Ross Pierschbacher G - 39 Elijah Riley S - 30 JaCoby Stevens OLB - 61 Raequan Williams DT - -- Marvin Wilson DT 52 attivi, 7 inattivi, 16 nella squadra di allenamento |
| Legenda - I rookie sono in corsivo. - Il primo ruolo è il principale mentre gli eventuali successivi indicano i ruoli secondari. - (IR) sta per Injured Reserve ed indica la lista ristretta per un solo giocatore infortunato che può tornare ad allenarsi dopo la settimana 6 e a rientrare in prima squadra dopo che questa ha giocato 8 partite. - (NF-Inj.) / (NF-Ill.) stanno rispettivamente per Non-Football Injured e Non-Football Illness ed indicano le liste dove viene inserito un giocatore che ha un infortunio o una malattia non dipendente dal football americano. - (PUP) sta per Physically Unable to Perform ed indica la lista dove viene inserito un giocatore mentre è in attesa di recuperare la condizione fisica. Nella stagione regolare dopo la sesta partita giocata dalla propria squadra, il giocatore ha tempo tre settimane per riprendere ad allenarsi, più tre settimane aggiuntive dal suo rientro agli allenamenti per rientrare in prima squadra. |

## Calendario
| Stagione regolare |                    |                             |                    |                    |                            |                    |
| Turno             | Data               | Avversario                  | Risultato          | Record             | Stadio                     | Sintesi            |
| 1                 | 12 settembre       | at Atlanta Falcons          | V 32–6             | 1–0                | Mercedes-Benz Stadium      | Recap              |
| 2                 | 19 settembre       | San Francisco 49ers         | S 11–17            | 1–1                | Lincoln Financial Field    | Recap              |
| 3                 | 27 settembre       | at Dallas Cowboys           | S 21–41            | 1–2                | AT&T Stadium               | Recap              |
| 4                 | 3 ottobre          | Kansas City Chiefs          | S 30–42            | 1–3                | Lincoln Financial Field    | Recap              |
| 5                 | 10 ottobre         | at Carolina Panthers        | V 21–18            | 2–3                | Bank of America Stadium    | Recap              |
| 6                 | 14 ottobre         | Tampa Bay Buccaneers        | S 22–28            | 2–4                | Lincoln Financial Field    | Recap              |
| 7                 | 24 ottobre         | at Las Vegas Raiders        | S 22–33            | 2–5                | Allegiant Stadium          | Recap              |
| 8                 | 31 ottobre         | at Detroit Lions            | V 44–6             | 3–5                | Ford Field                 | Recap              |
| 9                 | 7 novembre         | Los Angeles Chargers        | S 24–27            | 3–6                | Lincoln Financial Field    | Recap              |
| 10                | 14 novembre        | at Denver Broncos           | V 30–13            | 4–6                | Empower Field at Mile High | Recap              |
| 11                | 21 novembre        | New Orleans Saints          | V 40–29            | 5–6                | Lincoln Financial Field    | Recap              |
| 12                | 28 novembre        | at New York Giants          | S 7–13             | 5–7                | MetLife Stadium            | Recap              |
| 13                | 5 dicembre         | at New York Jets            | V 33–18            | 6–7                | MetLife Stadium            | Recap              |
| 14                | Settimana di pausa | Settimana di pausa          | Settimana di pausa | Settimana di pausa | Settimana di pausa         | Settimana di pausa |
| 15                | 21 dicembre        | Washington Football Team    | V 27–17            | 7–7                | Lincoln Financial Field    | Recap              |
| 16                | 26 dicembre        | New York Giants             | V 34–10            | 8–7                | Lincoln Financial Field    | Recap              |
| 17                | 2 gennaio          | at Washington Football Team | V 20–16            | 9–7                | FedExField                 | Recap              |
| 18                | 8 gennaio          | Dallas Cowboys              | S 26–51            | 9–8                | Lincoln Financial Field    | Recap              |

Note: gli avversari della propria division sono in grassetto.

### Playoff
| Playoff   |            |                             |           |        |                       |         |
| Turno     | Data       | Avversario (seed)           | Risultato | Record | Stadio                | Sintesi |
| Wild Card | 16 gennaio | at Tampa Bay Buccaneers (2) | S 15–31   | 0–1    | Raymond James Stadium | Recap   |

## Premi

### Premi settimanali e mensili
- T.J. Edwards

giocatore degli special team della NFC della settimana 5
- Darius Slay

difensore della NFC della settimana 10
- Jake Elliott

giocatore degli special team della NFC della settimana 11
giocatore degli special team della NFC del mese di novembre